# Associação Internacional de Escolas Cristãs
A Associação Internacional de Escolas Cristãs (em inglês:   Association of Christian Schools International) ou ACSI é uma organização cristã evangélica internacional que reúne faculdades e universidades. Ela é membro da Aliança Evangélica Mundial. Sua sede é em Colorado Springs, Estados Unidos e tem escritórios em todos os continentes.

## História
A organização foi fundada em 1978 por 3 associações americanas de escolas cristãs evangélicas.  Várias escolas internacionais aderiram à rede.  Em 2023, tinha 25.000 escolas em 100 países. 

## Governança
A governança da organização é assegurada por um presidente e presidentes regionais nos 5 membros da Continental Regions. 

## Afiliações
A organização é membro da Aliança Evangélica Mundial. 

## Controvérsias
Em 2006, a organização processou a University of California por discriminação por não reconhecimento de certos cursos de ciências que ensinam criacionismo.  Em 2008, porém, o caso foi arquivado por um juiz federal, dizendo que a universidade poderia se recusar a reconhecer cursos que não cobrissem determinados temas científicos. 